# Тіні війни
«Тіні війни» — документальний фільм Георгія Гонгадзе, знятий 1993 року. Цю стрічку він присвятив українцям — членам УНА-УНСО, які загинули у Грузії під час війни в Абхазії.
Георгій Гонгадзе: «У цьому фільмі я не претендую на абсолютну об'єктивність і зняв його на знак вдячності тим людям, які пролили кров за свободу і незалежність моєї Держави.»